# Asesino de la I-70
El asesino de la I-70 es el nombre que recibió un asesino en serie estadounidense no identificado que se sabe que mató a seis empleados de tiendas en el Medio Oeste en la primavera de 1992. Su apodo se deriva del hecho de que varias de las tiendas en las que trabajaban sus víctimas estaban ubicadas a pocas millas de la Interestatal 70.
Sus víctimas eran por lo general mujeres jóvenes, pequeñas y morenas. Una de las víctimas era un hombre, pero se cree que el asesino lo confundió con una mujer, ya que a menudo usaba una cola de caballo. Todas las tiendas atacadas eran tiendas especializadas y, por lo general, solo les robaban unos pocos cientos de dólares. También se sospecha que disparó a tres dependientas más en Texas durante 1993 y 1994, una de las cuales sobrevivió.

## Cadena de asesinatos de 1992
La ola de asesinatos comenzó el 8 de abril de 1992, con el asesinato de la gerente de Payless ShoeSource, Robin Fuldauer, de 26 años, en Indianápolis (Indiana). Estaba sola en la tienda cuando le dispararon, siendo asesinada en algún momento entre la 1:30 y las 2:00 horas de la madrugada.
Los siguientes dos asesinatos ocurrieron el 11 de abril en la tienda de novias La Bride d'Elegance en Wichita (Kansas). Las víctimas fueron Patricia Smith, de 23 años, y la dueña de la tienda, Patricia Magers, de 32 años. Como este fue el único caso que involucró a múltiples víctimas, los investigadores creen que el asesino entró con la impresión de que solo había una mujer en la tienda. Las mujeres se habían quedado más allá de la hora normal de cierre de las 18 horas, para permitir que un cliente masculino recogiera una faja. En algún momento después de las 6 de la tarde, las mujeres permitieron que el asesino entrara en la tienda, pensando que era el cliente que estaban esperando. Después de que las mujeres fueron asesinadas, el cliente real llegó a recoger el fajín y se encontró cara a cara con el asesino de la I-70. El cliente pudo escapar de la situación y, posteriormente, lo notificó a la policía. Más tarde proporcionaría detalles para un boceto compuesto.
El 27 de abril, Michael McCown, de 40 años, fue asesinado en la tienda de cerámica de su madre en Terre Haute (Indiana). McCown fue el único hombre asesinado durante este período y los investigadores creen que el asesino de la I-70 eligió la tienda porque el nombre femenino del establecimiento (Sylvia's Ceramics) parecía convertirla en un buen objetivo. Debido a que McCown llevaba una cola de caballo y recibió un disparo por la espalda, mientras estaba arrodillado junto a los estantes de existencias, es posible que lo hayan confundido con una mujer.
El 3 de mayo, Nancy Kitzmiller, de 24 años, murió mientras trabajaba sola en Boot Village, una tienda de calzado en St. Charles (Misuri). Abrió la tienda al mediodía y los clientes la encontraron muerta a las 14:30 horas.
El asesinato final confirmado ocurrió el 7 de mayo en Raytown (Misuri). La víctima era Sarah Blessing, de 37 años, que trabajaba en su tienda de regalos, Store of Many Colors. El asesinato ocurrió durante el día, y el dueño de la tienda de videos al lado de la tienda de Blessing vio al asesino entrar a la tienda, escuchó un "pop" y luego lo vio irse. Descubrió el cuerpo de Blessing al ir a comprobar qué había ocurrido en la tienda. Un empleado de una tienda de comestibles cercana también vio al sospechoso. Estaba subiendo una colina hacia la I-70.

## Posibles asesinatos en Texas
Los investigadores creen que el asesino de la I-70 puede ser responsable de dos asesinatos en 1993 y un intento de asesinato en 1994, todos los cuales ocurrieron en Texas. Las dos víctimas de asesinato fueron Mary Ann Glasscock, de 51 años, quien fue asesinada el 25 de septiembre de 1993, en Fort Worth en la tienda Emporium Antiques, y Amy Vess, de 22 años, quien fue asesinada a tiros en una tienda de ropa de baile en Arlington el 1 de noviembre.
La víctima sobreviviente fue Vicki Webb, de 35 años, quien recibió un disparo el 15 de enero de 1994 en Houston en la tienda de regalos Alternatives. Habló brevemente con el tirador antes de que le disparara en la nuca. La bala no penetró en la cabeza de Webb debido a que golpeó una vértebra cervical. El tirador intentó dispararle de nuevo, pero su arma falló y se fue presumiendo que Webb estaba muerta.
El modus operandi del asesino de Texas era muy similar al del asesino I-70 y usaba un arma de fuego calibre .22, del mismo calibre que el asesino I-70. Sin embargo, una prueba de balística determinó que el arma utilizada en los asesinatos de Texas no era la misma que la utilizada en los asesinatos de la I-70, por lo que los investigadores no han podido confirmar que el asesino de la I-70 fuera responsable de los disparos en Texas.

## Investigación
Los asesinatos se vincularon de manera concluyente después de que un detective de St. Charles sospechara una conexión. Todos los asesinatos se cometieron con un arma de fuego calibre .22 y las víctimas eran, por lo general, mujeres jóvenes y pequeñas con cabello largo y oscuro. Aparte de los asesinatos de Wichita, todas las víctimas estaban solas. A todos les dispararon en la nuca. Ninguna de las escenas tenía signos de agresión sexual y, si bien todas las tiendas fueron asaltadas, el robo parecía ser un motivo secundario, ya que todas las tiendas eran pequeñas empresas especializadas, que no tenían mucho dinero. Los asesinatos ocurrieron en momentos lentos del día cuando las tiendas estaban desiertas, como después del almuerzo o cerca de la hora de cierre. Todas estaban en zonas comerciales cerca de la I-70.
Según los testimonios de testigos, la policía cree firmemente que el arma homicida pudo haber sido una pistola Intratec Scorpion o una pistola Erma Werke ET22. Sin embargo, no han podido descartar ningún otro modelo de arma de fuego calibre .22. La munición utilizada en los asesinatos fueron balas de plomo revestidas de cobre CCI calibre .22. Las carcasas de los cartuchos mostraban rastros de colorete de joyero.
Las autoridades del Medio Oeste vincularon al asesino con los tiroteos en Texas en 1994, pero las autoridades de Texas no estaban convencidas de una conexión ya que se usaron diferentes armas en cada evento.
Basándose en las descripciones de los testigos, los investigadores pudieron producir dos bocetos compuestos del asesino y una descripción física del sospechoso. El asesino de la I-70 fue descrito en 1992 como un hombre blanco de unos veinte o treinta años, entre 1,70 m y 1,75 m de altura, delgado y con párpados pesados y cabello rubio arenoso o rojizo.
La policía no ha identificado públicamente a ningún sospechoso y el caso sigue clasificado como un caso sin resolver.